# Íntim i personal
Íntim i personal (títol original: Up Close and Personal) és una pel·lícula nord-americana dirigida per Jon Avnet, estrenada l'any 1996. Ha estat doblada al català.

## Argument
El guió està inspirat en la història de Jessica Savitch, una presentadora de notícies dels anys 1970 amb una ascensió fulgurant.
Sally Atwater desitja esdevenir una estrella de la televisió. En principi secretària, presenta la previsió del temps, a continuació les notícies, gràcies a la bondat de Warren Justice; però això costa a Warren la seva pròpia carrera.

## Repartiment
- Robert Redford: Warren Justice
- Michelle Pfeiffer: Sally / Tally Atwater
- Stockard Channing: Marcia McGrath
- Joe Mantegna: Bucky Terranova
- Kate Nelligan: Joanna Kennelly
- Glenn Plummer: Ned Jackson
- Scott Bryce: Rob Sullivan
- James Rebhorn: John Merino
- Miguel Sandoval: Dan Duarte
- Brian Markinson: Vic Nash
- Noble Willingham: Buford Sells
- James Karen: Tom Orr
- Raymond Cruz: Fernando Buttanda
- Dedee Pfeiffer: Luanne Atwater

## Premis i nominacions

### Premis
- Premis Blockbuster Entertainment 1997: Millor segon paper femení romàntic per Stockard Channing
- Premi ASCAP Film and Television Music 1997: Cançó de pel·lícula més interpretada (Most Performed Songs from Moció Pictures) per Because You Loved Em
- Grammy Awards 1997: Millor cançó escrita per un film o televisió

### Nominacions
- Oscars 1997: Millor música de film i Millor cançó original
- Premis Globus d'Or 1997: Globus d'Or a la millor cançó original

## Crítica
- "Es divideix en diversos blocs: arrenca com a comèdia, prossegueix com a intriga i acaba en melodrama no exempt de moralitat. En la maduresa professional i emocional de Pfeiffer és on aconsegueix el punt menys merenga i amb més salsa"[3]
- "Simpàtica comèdia sentimental sobre el món del periodisme. (...) atractiva història en la qual es combinen amb summa eficàcia els elements dramàtics amb els pròpiament humorístics."[4]
- "Un atractiu retorn als dies en què els idil·lis d'estrelles de cinema realment il·luminaven la pantalla. Els seus plaers culpables són aquells que tots nosaltres recordem, i que molts trobem a faltar."[5]